# Reinhard Junker
Reinhard Junker (* 1956) war bis 2021 Geschäftsführer des evangelikalen Vereins Studiengemeinschaft Wort und Wissen e.V. Er ist ein bekannter Vertreter des Kreationismus.

## Leben
Junker studierte in Freiburg im Breisgau Biologie und Mathematik für das Lehramt an Gymnasien. Nach Abschluss des Referendariats 1985 wurde er nicht in den Schuldienst übernommen. Von 1986 bis 2021 arbeitete er in Baiersbronn im Schwarzwald als wissenschaftlicher Mitarbeiter und als Geschäftsführer für den Verein Wort und Wissen. Bis zum Jahr 1992 bildete er sich im Bereich „Interdisziplinäre Theologie“ weiter und wurde dann an der Evangelisch-Theologischen Fakultät Löwen in Belgien mit einer kritischen Beurteilung der theistischen Evolution (veröffentlicht unter dem Titel Leben durch Sterben?) promoviert.

## Arbeitsschwerpunkte
Junker beschäftigt sich hauptsächlich mit dem kreationistischen Grundtypenkonzept, mit Argumentationsweisen der vergleichenden Biologie und paläontologischen Themen, wobei er sich um kreationistische Deutungen und die Widerlegung der Evolutionstheorie bemüht. Weiters beschäftigt er sich mit Intelligent Design in der Biologie.
Gemeinsam mit Siegfried Scherer veröffentlichte er 1986 ein Lehrbuch zur Entstehung und Geschichte der Lebewesen (seit der 4. Auflage 1998 Evolution – ein kritisches Lehrbuch), das sich mit Makroevolution auseinandersetzt. Der 2002 erschienenen 5. Auflage verlieh der christliche Verein Lernen für die Deutsche und Europäische Zukunft seinen „Deutschen Schulbuchpreis“. Inhaltlich stieß das Buch in der Fachwelt auf scharfe Kritik; seine grafische und didaktische Aufbereitung wird jedoch gelegentlich auch von Gegnern des Kreationismus anerkannt.
Junker fordert eine „kontroverse Auseinandersetzung über Evolution im Biologieunterricht, da kann auch mal Schöpfung vorkommen. Im Religionsunterricht sollte das dann vertieft werden.“ Weiterhin betont er, dass die Beantwortung der Frage, wie der Mensch entstanden ist, auch Folgen für Ethik und Normen habe. Junker unterrichtete bis 2016 als regelmäßiger Gastdozent „Schöpfungsforschung“ an der Freien Theologischen Hochschule Gießen. Seine Beiträge machten bis zu 50 % des Pflichtfachs Apologetik im dortigen B.A.-Programm evangelikale Theologie aus.

## Schriften (Auswahl)
- Leben durch Sterben? Schöpfung, Heilsgeschichte und Evolution. 2. Auflage. Hänssler, Neuhausen-Stuttgart 1994, ISBN 3-7751-2226-5 (Reihe Studium Integrale).
- Evolution früher Landpflanzen. Eine kritische Diskussion fossiler Funde. Hänssler, Neuhausen-Stuttgart 1996, ISBN 3-7751-2666-X (Reihe Studium Integrale).
- Samenfarne – Bärlappbäume – Schachtelhalme. Pflanzenfossilien des Karbons in evolutionstheoretischer Perspektive. Hänssler, Holzgerlingen 2000, ISBN 3-7751-3631-2 (Reihe Studium Integrale).
- Jesus, Darwin und die Schöpfung, Warum die Ursprungsfrage für Christen wichtig ist. Hänssler, Holzgerlingen 2001, ISBN 3-7751-3795-5.
- Ähnlichkeiten, Rudimente, Atavismen. Design-Fehler oder Design-Signale?. Hänssler, Holzgerlingen 2002, ISBN 3-7751-3827-7 (Reihe Studium Integrale).
- Darwins Rätsel: Schöpfung ohne Schöpfer? SCM Hänssler, Holzgerlingen 2009, ISBN 978-3-7751-5072-9. – mit Henrik Ullrich
- Spuren Gottes in der Schöpfung? Eine kritische Analyse von Design-Argumenten in der Biologie. SCM Hänssler, Holzgerlingen 2009, ISBN 978-3-7751-5136-8.
- Evolution. Ein kritisches Lehrbuch. 7. Auflage. Weyel Lehrmittelverlag, Gießen 2013, ISBN 3-921046-10-6. – mit Siegfried Scherer

## Einzelbelege
1. ↑  Lebensdaten auf bibelbund.de
2. ↑  Lebensdaten auf www.wort-und-wissen.de
3. ↑  Reinhard Junker: Spuren Gottes in der Schöpfung? Eine kritische Analyse von Design-Argumenten in der Biologie. SCM Hänssler, Holzgerlingen 2009.
4. ↑  Catherine Bouchon: GEO: Schöpfung oder Zufall?.
5. ↑  Maik Söhler: Noch nicht aus dem Vollen geschöpft. Kreationisten und Verfechter des Intelligent Design in Deutschland.
6. ↑  „‚Wort und Wissen vertreibt didaktisch hervorragend aufgemachte Bücher‘, sagt der Kasseler Evolutionsbiologe Kutschera, der sich seit Jahren mit dem Thema Kreationismus auseinandersetzt, ‚die sind nur eben inhaltlich völlig inakzeptabel‘“ (Stefan Schmitt: „Päpstlicher als der Papst“, Die Zeit, 27. September 2006). – „Der Frankfurter Evolutionsbiologe Michael Gudo vom Senckenbergmuseum sieht in dem Werk eine ‚Propagandaschrift, die als Schulbuch getarnt‘ sei. Sie bediene sich eines subtilen Prinzips: Durch gezielte Weglassungen und verkürzte Zitate von Wissenschaftlern arbeite es daraufhin [sic], dass offene Fragen der Evolutionsforschung nur durch die Schöpfung beantwortbar scheinen. Das Gefährliche: Grafisch und vom didaktischen Aufbau her sei es erstklassig, manch anderem Schulbuch um Ellen voraus“ (Stefan Säemann: „Fast nur aus Evolutionsbuch gelehrt“, Frankfurter Rundschau, 29. September 2006).
7. ↑  Stefan Schmitt: Päpstlicher als der Papst, Die Zeit, 27. September 2006.
8. ↑  Vorlesungsverzeichnis 2010/2011 (Memento vom 6. Februar 2011 im Internet Archive), abgerufen am 17. Dezember 2015.
9. ↑  Vorlesungsverzeichnis 2012/2013 (Memento vom 15. November 2012 im Internet Archive), abgerufen am 17. Dezember 2015.
10. ↑  Vorlesungsverzeichnis 2013/2014 (Memento vom 7. Juli 2013 im Internet Archive), abgerufen am 17. Dezember 2015.
11. ↑  Vorlesungsverzeichnis 2014/2015 (Memento vom 27. April 2015 im Internet Archive), abgerufen am 17. Dezember 2015.
12. ↑  Vorlesungsverzeichnis 2015/2016 (Memento vom 17. Dezember 2015 im Internet Archive), abgerufen am 17. Dezember 2015.

| Personendaten    | Personendaten                                                                                 |
| ---------------- | --------------------------------------------------------------------------------------------- |
| NAME             | Junker, Reinhard                                                                              |
| KURZBESCHREIBUNG | deutscher Buchautor und Geschäftsführer der evangelikalen Studiengemeinschaft Wort und Wissen |
| GEBURTSDATUM     | 1956                                                                                          |